# 13579 Allodd
13579 Allodd è un asteroide della fascia principale. Scoperto nel 1993, presenta un'orbita caratterizzata da un semiasse maggiore pari a 2,6304790 au e da un'eccentricità di 0,1806722, inclinata di 9,61617° rispetto all'eclittica.
Il nome scelto per l'asteroide si basa sulla sua numerazione composta da tutte le cifre dispari, in inglese all odd (digits).